# Franz Baumann (Beamter)

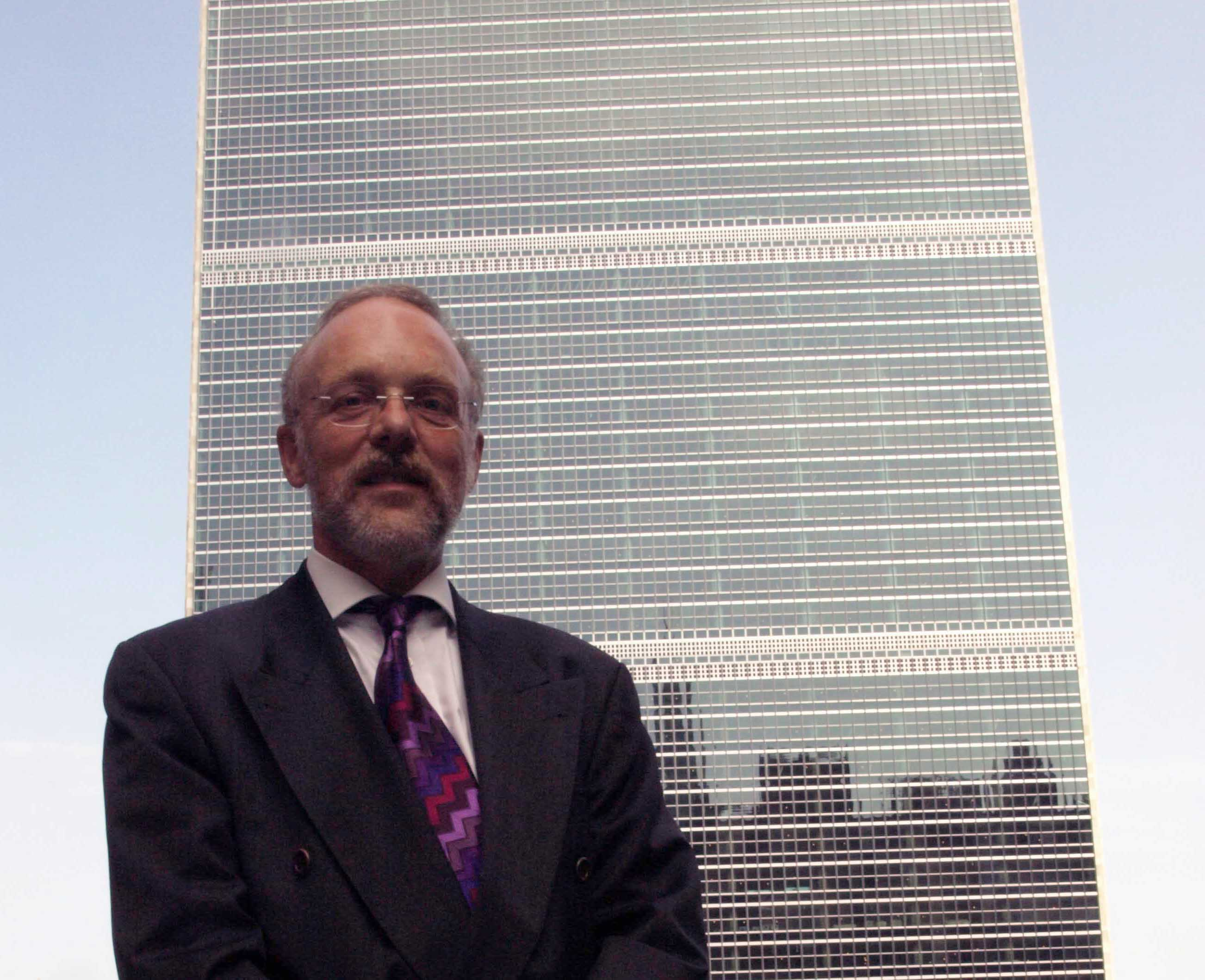
Franz Baumann 2013

Franz Baumann (* 23. September 1953 in Schramberg) ist ein ehemaliger deutscher Beamter der Vereinten Nationen. Bis Ende 2015 war er als Beigeordneter Generalsekretär UN-Sonderberater für Umweltfragen und Friedensmissionen der Vereinten Nationen tätig. Von 2017 bis 2021 war er Gastprofessor an der New York University (Graduate School of Arts and Science, Program in International Relations), seit 2024 ist er Honorarprofessor an der Georgetown University in Washington D.C. 

## Biografie
Franz Baumann besuchte die Grundschule in Schramberg und legte 1973 am Gymnasium Schramberg die Reifeprüfung ab. Anschließend studierte er an der Universität Konstanz Verwaltungswissenschaften mit dem Schwerpunkt Internationales und 1975 an der University of Bristol (Großbritannien) Kunstgeschichte. Sein Abschlussdiplom in Verwaltungswissenschaften legte er 1979 in Konstanz ab und promovierte 1992 in Politikwissenschaft an der Carleton University in Ottawa (Kanada).
Seine Ehefrau Barbara Gibson ist kanadische Diplomatin im Ruhestand. Von 2004 bis 2008 war sie Botschafterin bei
der Organisation für Sicherheit und Zusammenarbeit in Europa in Wien, 2015 stellvertretende Generalsekretärin und 2016 Generalsekretärin der unabhängigen Kommission zum Multilateralismus (ICM).
Ihre Tochter wurde im Jahre 2000 geboren.

## Berufliche Laufbahn
1976 war Baumann für das Europäische Parlament in Luxemburg tätig, 1979 wechselte er zur Europäischen Kommission in Brüssel und arbeitete 1980 für den Elektronikkonzern Siemens in München.
Seine Laufbahn bei den Vereinten Nationen begann Baumann 1980 bis 1982 als Associate Expert in Nigeria für das Entwicklungsprogramm der Vereinten Nationen (UNDP) bzw. die Organisation der Vereinten Nationen für industrielle Entwicklung (UNIDO). Danach arbeitete er in verschiedenen Abteilungen im Sekretariat der Vereinten Nationen, darunter Management, Friedenserhaltende Maßnahmen und dem Büro des Generalsekretärs. 1993 war er Verwaltungsleiter der Mission Civile Internationale en Haïti (MICIVIH), der gemeinsamen Menschenrechtsbeobachtermission der Vereinten Nationen und der Organisation Amerikanischer Staaten in Haiti.
2002 wurde er zum Verwaltungsdirektor des Wiener Büros der Vereinten Nationen (UNOV) ernannt, 2004 zum stellvertretenden Generaldirektor von UNOV, 2006 zum stellvertretenden Exekutivdirektor des Büros für Drogen- und Verbrechensbekämpfung (UNODC) und 2007 zum kommissarischen Leiter des Büros für Weltraumfragen (OOSA).
Von 2009 bis 2015 war er Beigeordneter Generalsekretär im Sekretariat der Vereinten Nationen in New York, zunächst für die Generalversammlung und Konferenz-Organisation, dann Koordinator für die Einführung von Umoja, dem neuen Software-System der Vereinten Nationen, und schließlich Sonderberater für Umweltfragen und Friedensmissionen der Vereinten Nationen. Damit war Baumann der zu dieser Zeit höchstrangige deutsche Beamte im Sekretariat der Vereinten Nationen.
Er ist Präsident des Wissenschaftsrats des Systems der Vereinten Nationen (Academic Council on the UN System), Mitglied des Herausgeberrats von Environment: Science and Policy for Sustainable Development sowie des Beirats des Zentrums für UN-Studien an der University of Buckingham (England).

## Veröffentlichungen (Auszug)
- Wie weit half der Marshall-Plan? Das europäische Wiederaufbauprogramm in kritischer Beleuchtung. In: Damals. 8. Jahrgang, Mai 1976.
- Plädoyer gegen eine Verweigerung. In: Forum Europa. Dezember 1978/Januar 1979.
- mit Jan Ulrich Clauss: Die Regionalisierung Belgiens: Arithmetik eines Sprachenstreites.  In: Aufstand in der Provinz. Campus Verlag, Frankfurt / New York 1980, ISBN 3-593-32803-8.
- The bureaucratic State and economic Development in Nigeria. In: Doctoral Dissertation. Carleton University, Ottawa 1992 (englisch).
- Ein pragmatischer Idealist: Würdigung des Nobelpreisträgers Kofi Annan. In: Aufbau. 25. Oktober 2001.
- Die Generalsanierung des UN-Amtssitzes (Capital Master Plan).  In: Vereinte Nationen, Dezember 2004, S. 206f. online(PDF; 2,4 MB)
- Warum ist Afrika unterentwickelt? Das Beispiel Nigeria. In: Mut. April 2012. Mut-Verlag
- Coexistence of Languages at the United Nations. In: Le jour.Université de Saint Joseph, Beirut. April 2012, S. 5–10. online (PDF; 23,1 MB)
- Die kurze Renaissance der VN-Friedensmissionen nach der Eiszeit des Kalten Krieges. In: Ekkehard Griep (Hrsg.): Des Friedens General. Herder Verlag, Freiburg/Basel/Wien 2013, ISBN 978-3-451-30743-0.
- Die Vereinten Nationen. Eine Innenansicht der Schwierigkeiten, Frieden zu schaffen. In: Mut. Nr. 554, März 2014. Mut-Verlag
- The Principle of Hope.  Rezension des Aufsatzes von Thomas G. Weiss: Governing the World?  Addressing ‘Problems without Passports’, In: Academic Council on the United Nations System, 21. Oktober 2014  online
- Die Vereinten Nationen: Wertvoll aber schwierig. In: Ekkehard Griep (Hrsg.): Wir sind UNO – Deutsche bei den Vereinten Nationen. Herder Verlag, Freiburg/Basel/Wien 2016, ISBN 978-3-495-31138-7
- UN Bureaucracy? No, Thanks. In PassBlue, 14. Mai 2016; online
- Das Sekretariat der Vereinten Nationen: Unabhängig, effizient, kompetent?  In: Der (europäische) Föderalist (17. Juni 2016); online
- The United Nations Secretariat: Independent, efficient, competent?  In: Der (europäische) Föderalist (17. Juni 2016); online
- A sorry state of affairs: The UN Secretariat has no Climate Plan.  In: PassBlue (2. August 2016); online
- UN Management – An Oxymoron?  In: Global Governance, Volume 22, No. 4, Oct. – Dec. 2016; online
- New Approaches to the UN in a Changing International System. In:  IDN-InDepthNews UN Insider (12. Dezember 2016) online
- Populism – the Morbid Symptom of a Political Crisis. In: IDN-InDepthNews UN Insider (8. März 2017) online
- Fabulous, Tragic Kurt Tucholsky. In:  Los Angeles Review of Books, (19. August 2017) online
- Populismus: Reflex einer gesellschaftlichen Verunsicherung und Symptom einer politischen Krise.   In: Mut Nr. 591, Juli/August 2017.
- As UN Climate Talks Convene, the Earth Veers Toward Catastrophe.  In: PassBlue, 2. November 2017 online
- Present at the Destruction: Humanity’s Success in Ruining Nature. Review of Jeff Goodell’s, The Water will Come: Rising Seas, Sinking Cities, and the Remaking of the Civilized World (New York: Little, Brown & Co, 2017).  In Los Angeles Review of Books, (21. Februar 2018); online
- Climate Policy is not Rocket Science:  It is much more difficult.  TEDx Talk (22. Februar  2018); online; auch auf youtube
- Climate Change is the Central Challenge for Humanity.   In: IDN-InDepthNews (6. Juni 2018); online
- The Systemic Challenge of Global Heating.  In: International Politics Reviews, Volume 6, Issue 2 (1. Oktober 2018), S. 134–144; doi:10.1057/s41312-018-0065-5
- To Save the Earth, Deepen Incentives for a Carbon-Free World.  In: PassBlue, (6. Oktober 2018); online
- Why would you want to be German?  In: Los Angeles Review of Books, (7. März 2019); online
- mit William J. Ripple,  Dominick A. DellaSala: The Green New Deal: Finally Climate Policy informed by Science.  In Climate Home News, (18. März 2019); online
- Climate Change: The Problem from Hell.  In: Los Angeles Review of Books, (9. Juni 2019); online
- Global Heating: too big for politics? Keynote at OxPeace 2019: Peace in the Anthropocene, gehalten am St. John’s College Oxford, 18. Mai 2019; online und hier
- Erderhitzung, Placebo-Maßnahmen und die Demokratie. In: Klimareporter, 4. Dezember 2019;  online
- Ich halte es für Zeitverschwendung, Klimawandel-Leugnern zu antworten. In: NRWZ, 28. Februar 2020; online
- Coronakrise und Erderhitzung: Vorbeugen ist besser als heilen.  In: Klimareporter, 17. März 2020; online
- mit Dominick A. DellaSala, Bill Ripple: Public Health Depends on a Healthy Planet. In: The New Republic, 20. April 2020;  online
- Wissen führt nicht zwangsläufig zum Handeln.  In: Deutsche Universitätszeitung (DUZ), 28. April 2020; online
- Will the UN survive to celebrate its 100th Birthday? In: Pairagraph, September 2020; online
- Sounding the Climate Alarm: Scientists and Politics. In: Dominick DellaSala (Hrsg.): Conservation Science and Advocacy for a Planet in Peril: Speaking Truth to Power,  Elsevier, New York-Amsterdam, 2021.
- Political Genius flying at low altitude. In: Los Angeles Review of Books, 30. Oktober 2021; online
- mit William J. Ripple, Dominick A. DellaSala, Jillian Gregg, Matthew Betts, Beverly Law, Corey J. A. Bradshaw, Christopher Wolf: Zoonotic Diseases and our Troubled Relationship with Nature. In: American Journal of Health Promotion, 35/9, 19. Januar 2022; doi:10.1177/089011712110642
- COP26: How Full is the Glass? In: Environment: Science and Policy for Sustainable Development, Volume 64 (2), März–April 2022, 28. Februar 2022; doi:10.1080/00139157.2022.2021794
- mit Dominick A. DellaSala, Bill Ripple: Think globally and act locally for upcoming Earth Day. In: The Hill, 15. April 2022; online
- Intellektuelle für die Opferung der Ukraine. In: Meer, 7. Mai 2022; online
- Vladimir Putin’s War. How is that special military operation going for the Russian President? In: Meer. 21. September 2022; online
- That Plan from Rio: The Promise and Limits of Multilateral Climate Governance. In: Social Research: An International Quarterly 90, no. 4 (2023); DOI:10.1353/sor.2023.a916349
- The Hamas-Israel war will not end soon. In: Meer, 21. Januar 2024; https://www.meer.com/en/78159-the-hamas-israel-war-will-not-end-soon
- Multilateral Climate Governance: its Promises and Limits. In: Global Governance: A Review of Multilateralism and International Organizations, Vol 30 (2), August 2024; DOI:10.1163/19426720-03002010